# Fraseria
Fraseria är ett fågelsläkte i familjen flugsnappare inom ordningen tättingar. Tidigare omfattade det enbart två arter skogsflugsnappare som förekommer i västra och centrala Afrika. Efter DNA-studier har dock flera arter som tidigare placerats i Muscicapa samt de två mesflugsnapparna i Myioparus förts till Fraseria. Släktet omfattar därför numera åtta arter, alla med utbredning i Afrika söder om Sahara:
- Vattenflugsnappare (F. cinerascens)
- Fjällbröstad flugsnappare (F. ocreata)
- Gråstrupig mesflugsnappare (F. griseigularis) – tidigare i Myioparus
- Blek mesflugsnappare (F. plumbea) – tidigare i Myioparus
- Olivflugsnappare (F. olivascens) – tidigare i Muscicapa
- Lenduflugsnappare (F. lendu) – tidigare i Musicapa
- Gläntflugsnappare (F. tessmanni) – tidigare i Musicapa
- Askflugsnappare (F. caerulescens) – tidigare i Musicapa